# Adrien Bosc
Adrien Bosc (geboren 20. Januar 1986 in Avignon) ist ein französischer Schriftsteller.

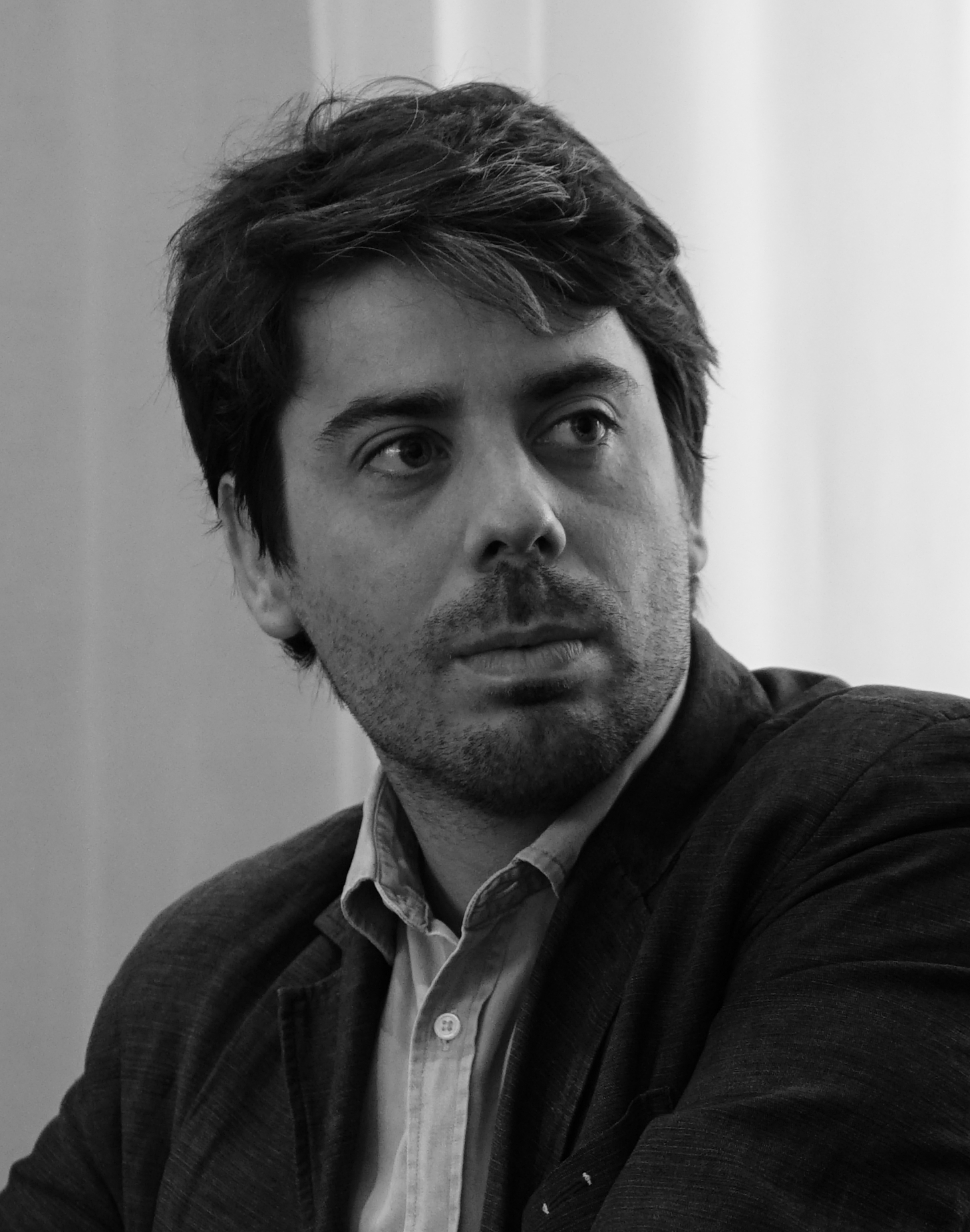
2018

## Leben
Adrien Bosc besuchte in Avignon die Schule. Er wurde Herausgeber der Zeitschrift Desports. Im Jahr 2016 wurde er unter dem PDG Olivier Bétourné Mitherausgeber im Verlag Éditions du Seuil.
Bosc schrieb seinen ersten Roman Constellation über den Flugzeugabsturz bei den Azoren im Jahr 1949. Unter den prominenten Opfern waren der Boxweltmeister Marcel Cerdan und die Violinistin Ginette Neveu. Der Roman wurde mit dem Grand prix du roman de l’Académie Française 2014 sowie dem Prix littéraire de la Vocation 2014 ausgezeichnet und war unter den Kandidaten für den Prix Goncourt. Der Roman wurde in mehrere Sprachen übersetzt.

## Werk
- Constellation. éditions Stock, 2014
  - Morgen früh in New York. Roman. Übers. Olaf Matthias Roth. List, Berlin 2017